# .ci
.ci je vrhovna internetska domena (country code top-level domain - ccTLD) za Bjelokosnu Obalu. Domenom upravlja Network Information Center - Côte d'Ivoire.

## Vanjske poveznice
- IANA .ci whois informacija  Arhivirana inačica izvorne stranice od 26. travnja 2006. (Wayback Machine)